# Auyantepuia amapaensis
Espèce
Auyantepuia amapaensis est une espèce de scorpions de la famille des Chactidae.

## Distribution
Cette espèce est endémique d'Amapá au Brésil. Elle se rencontre sur le mont Tipac.

## Description
Le mâle holotype mesure 17,9 mm.

## Étymologie
Son nom d'espèce, composé de amapa et du suffixe latin -ensis, « qui vit dans, qui habite », lui a été donné en référence au lieu de sa découverte, l'Amapá.

## Publication originale
- Lourenço & Qi, 2007 : Additions à la faune des scorpions de l’Etat du Amapá, Brésil (Chelicerata, Scorpiones). Revue Suisse de Zoologie, vol. 114, p. 3-12 (texte intégral).